# Triade de Memphis
Dans la mythologie égyptienne, la Triade de Memphis ou triade memphite est un ensemble de trois dieux de la ville antique de Memphis. Ptah, dieu des artisans, des artistes et des architectes, y est l'époux de Sekhmet et le père de Nefertoum, le jeune dieu-lotus, divinité de la résurrection et de l'immortalité. Dans cette triade memphite, Sekhmet n'est plus la déesse guerrière à tête de lionne, personnifiant la puissance destructrice de son père Rê, mais adopte un rôle maternel comme déesse de la guérison et du foyer.

## Galerie

Ptah.
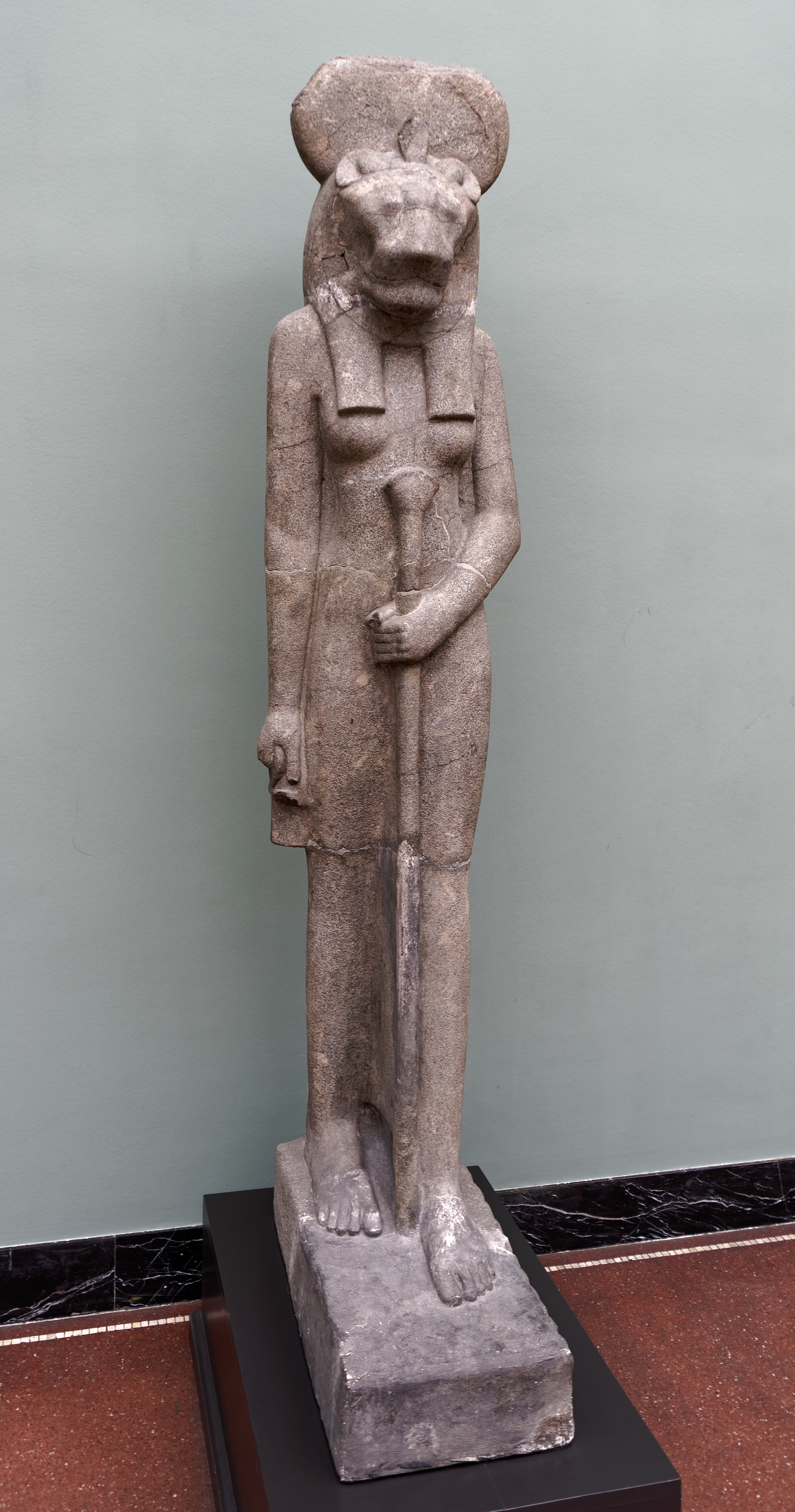
Sekhmet.
Néfertoum.